# Lactarius miniatosporus
Lactarius miniatosporus é um fungo que pertence ao gênero de cogumelos Lactarius na ordem Russulales. Foi descrito cientificamente por Montoya e Bandala em 2004. Cresce sobre o solo, associado a árvores do grupo Pinus.